# Hurlingham Polo Association
Die Hurlingham Polo Association (HPA) ist der Sportverband für Polo in Großbritannien und Irland.
Die HPA wurde 1925 gegründet und ist eine Unterorganisation der Federation of International Polo (FIP), des internationalen Poloverbands. Internationale Regeln für den Polosport werden durch die FIP in einer kooperativen Vereinbarung mit der HPA, der Asociación Argentina de Polo (Argentinischer Poloverband) und der United States Polo Association (Poloverband USA) getroffen.
In ihrem Geltungsbereich ist die HPA verantwortlich für die Implementierung von Regeln und für Disziplinarmaßnahmen gegenüber Spielern. Sie legt auch die Handicaps für die ca. 2.000 Spieler fest, die in Großbritannien und Irland aktiv sind. Die ersten Regeln für Polo in Großbritannien und Irland wurden 1875 vom Hurlingham Polo Committee aufgestellt, viele von ihnen werden noch angewendet.
Die HPA hieß zunächst Hurlingham Polo Committee, wurde dann umbenannt in Hurlingham Club Polo Committee. Seit 1925 lautet der Name Hurlingham Polo Association. Ihr Zuständigkeitsbereich wurde nach und nach ausgeweitet. 1949 wurde die County Polo Association in die HPA eingegliedert, somit hatte die HPA dann ihren heutigen Geltungsbereich.
1991 wurde das erste HPA-Regelset für Arena-Polo aufgestellt.
Aktueller Chairman der HPA ist Nicholas Colquhoun-Denvers, Vize-Chairman R. E Butler. Die HPA hat 19 Stewards, darunter auch der Chairman und dessen Stellvertreter. Angeschlossen sind 73 Poloclubs in Großbritannien und Irland sowie spezielle britische und irische Poloverbände wie die „Schools and Universities Polo Association“ und Clubs und Verbände in anderen Ländern, darunter der Deutsche Polo Verband e.V.